# Kavalir
 Ovo je glavno značenje pojma Kavalir. Za druga značenja pogledajte Kavalir (razdvojba).
Kavalir (latinizam) ili Gentlemen (anglicizam) koji opisuje muškarca čije je ponašanje u odnosu na druge ljude primjerno, odnosno u skladu s najvišim moralnim kavalira odnosno specifičnim kodeksom časti kojeg obično ne dijele, ili rijetko poštuju "obični" ljudi. Karakteristike kavalira su strogo poštovanje bontona, odnosno protokola te iskazivanje poštovanja prema drugim ljudima, a posebno onima koji su fizički ili na neki drugi način slabiji od njega. Kada se to odnosi na žene, često se koristi izraz kavalir.
Koncept džentlmena se povijesno vezivao uz koncept noblesse oblige, odnosno pripadnost višim društvenim slojevima. Džentlmeni su svoju "plemenitost" na osnovu porijekla morati potvrditi plemenitošću u stvarnom životu, odnosno superiornost svojih prava u odnosu na ostatak društva kompenzirati većom količinom i sadržajem društvenih obaveza, od kojih je najvažnije bio točno određen kodeks ponašanja. Na to ukazuje sama etimologija, odnosno engleska riječ gentleman, koja je potekla od riječi gentry. Riječ kavalir, koja potječe od vulgarne latinske riječi caballarius za konjanika također ukazuje na aristokratsko porijeklo koncepta, s obzirom na to da su u prošlosti jedino pripadnici viših klasa sebi mogli priuštiti konja. 
Kao opisivanje džentlmena, odnosno džentlmenskog ponašanja se kolokvijalno koristi i izraz "gospodin".
Ženski ekvivalent džentlmena je dama.